# Hubert Hender
Hubert Hender (ur. 1983 w Jeleniej Górze) – polski pisarz, autor powieści kryminalnych.

## Życiorys
Dzieciństwo i młodość spędził na Dolnym Śląsku. Obecnie mieszka i pracuje w Warszawie.
W 2013 zadebiutował powieścią Zapora, o jeleniogórskim komisarzu Marku Iwanowiczu. Kolejność z 2016 to druga książka z udziałem komisarza Iwanowicza, a Lęk z 2017 trzecia. Akcja powieści Milczenie z 2020, której bohaterem jest podkomisarz Filip Krauze, rozgrywa się w innej części Dolnego Śląska. Drugą książką z tego cyklu jest powieść Fałsz (2021), a trzecią Potwór (2023). Seria ta trafiła na toplistę audiobooków storytel.pl. Czwarta częścią jest Polowanie (2024).

## Wydane książki[6]
- 2013: Zapora[1]; cykl Komisarz Iwanowicz (tom 1)
- 2016: Kolejność[1]; cykl Komisarz Iwanowicz (tom 2)
- 2017: Lęk[1]; cykl Komisarz Iwanowicz (tom 3)
- 2020: Milczenie[2]; cykl Filip Krauze i Igor Fijałkowski (tom 1)
- 2021: Fałsz; cykl Filip Krauze i Igor Fijałkowski (tom 2)
- 2023: Potwór; cykl Filip Krauze i Igor Fijałkowski (tom 3)
- 2024: Polowanie; cykl Filip Krauze i Igor Fijałkowski (tom 4)